# 大中臣清麻呂
大中臣 清麻呂（おおなかとみ の きよまろ）は、奈良時代の公卿・歌人。名は清万呂・浄万呂とも書く。姓は中臣朝臣のち大中臣朝臣。中納言・中臣意美麻呂の七男。官位は正二位・右大臣。

## 経歴
三河掾・式部大丞・神祇大祐・神祇少副などを経て、天平15年（743年）従五位下・神祇大副に叙任される。聖武朝末の天平19年（747年）尾張守として地方官に転じるが、孝謙朝に入り天平勝宝3年（751年）従五位上に叙せられ、天平勝宝6年（754年）神祇大副に還任し次いで左中弁に任ぜられた。
その後は、天平勝宝9歳（757年）正五位下、天平宝字3年（759年）正五位上と藤原仲麻呂政権下において順調に昇進し、天平宝字6年（762年）正月に従四位下叙せられると、同年12月には仲麻呂の子である訓儒麻呂・朝狩と共に参議に叙任され公卿に列した。また同年8月には、藤原訓儒麻呂・上道正道らと共に中宮院に侍して淳仁天皇の勅旨の宣布・伝達する任務を務めた。翌天平宝字7年（763年）左大弁・摂津大夫を兼ね、天平宝字8年（764年）正月には従四位上に任ぜられる。
しかし、同年9月に発生した藤原仲麻呂の乱においては、孝謙上皇側について正四位下に昇叙され、翌天平神護元年（765年）には勲四等の叙勲を受ける。また同年称徳天皇重祚後の大嘗会に神祇伯として供奉したが、幾度にも亘り神祇官の官人を務め、清廉で勤勉であることを天皇より賞され、従三位に叙せられている。
称徳朝から光仁朝にかけても、神護景雲2年（768年）中納言、神護景雲4年（770年）正三位・大納言と引き続き昇進を続け、宝亀2年（771年）には左大臣・藤原永手の薨去や右大臣・吉備真備の致仕に伴い、従二位・右大臣に叙任されて、以後宝亀11年（780年）末まで太政官の首班を占めた。なお、宝亀2年（771年）皇太子・他戸親王の東宮傅となるも、翌宝亀3年（772年）他戸親王が皇太子を廃されたために東宮傅を免ぜられる。しかし、宝亀4年（773年）に今度は山部親王（のち桓武天皇）が立太子すると再び東宮傅に還任された。また、この間の神護景雲3年（769年）中臣朝臣から大中臣朝臣姓に改姓している。
宝亀3年（772年）正二位。天応元年（781年）桓武天皇の即位後間もなく致仕を許され、延暦7年（788年）7月28日薨去。享年87。最終官位は前右大臣正二位。

## 人物
国家の昔のことをよく知っている老臣であり、朝廷の儀式について多くを諳んじかつ熟練していた。高位の官職にあって政務を見るにあたって、年老いても精勤で怠ることがなかったという。
当時としては異例の87歳という長寿を保ち、文武朝から桓武朝の九朝に亘って生き、聖武朝から桓武朝の六朝に仕えた。
歌人として『万葉集』に5首が採録されている。

## 官歴
注記のないものは『続日本紀』による。
- 時期不詳：正六位上。三河掾。式部大丞。神祇大祐。神祇少副
- 天平15年（743年） 4月22日：見神祇少副兼式部大丞[3]。5月5日：従五位下。6月30日：神祇大副
- 天平19年（747年） 5月1日：尾張守
- 天平勝宝3年（751年） 正月25日：従五位上
- 天平勝宝6年（754年） 4月5日：神祇大副。7月13日：左中弁
- 時期不詳：文部大輔
- 天平勝宝9歳（757年） 5月20日：正五位下
- 天平宝字3年（759年） 6月16日：正五位上
- 天平宝字5年（761年）頃：見兼弾正大忠[4]
- 天平宝字6年（762年） 正月4日：従四位下。12月1日：参議
- 天平宝字7年（763年） 正月9日：兼左大弁。4月14日：兼摂津大夫
- 天平宝字8年（764年） 正月7日：従四位上。9月12日：正四位下
- 天平神護元年（765年） 正月7日：勲四等。11月1日：従三位[5]。11月23日：見神祇伯。
- 神護景雲2年（768年） 2月18日：中納言
- 神護景雲3年（769年） 6月19日：中臣朝臣姓から大中臣朝臣姓に改姓
- 神護景雲4年（770年） 10月1日：正三位。日付不詳：大納言
- 宝亀2年（771年） 正月23日：東宮傅（皇太子・他戸親王）。3月13日：従二位、右大臣
- 宝亀3年（772年） 2月17日：正二位。5月：停東宮傅
- 宝亀4年（773年） 正月14日：東宮傅（皇太子・山部親王）[5]
- 天応元年（781年） 6月23日：致仕
- 延暦7年（788年） 7月28日：薨去（前右大臣正二位）

## 系譜
「中臣氏系図」（『群書類従』巻62所収）による。
- 父：中臣意美麻呂
- 母：多治比阿伎良（多治比嶋の娘）
- 妻：多治比子姉（または乙奈子） - 従二位、尚侍
  - 四男：大中臣諸魚（743-797）
- 生母不明の子女
  - 長男：大中臣宿奈麻呂
  - 次男：大中臣子老（?-789）
  - 三男：大中臣継麻呂
  - 五男：大中臣老人
  - 六男：大中臣今麻呂
  - 女子：藤原瀧麻呂室